# Vonónés I.
Vonónés I. (? – 19 n. l.) z dynastie Arsakovců byl v letech 7/8–10/11 parthským velkokrálem a zhruba v letech 12–15/16 arménským králem. Jeho otcem byl Fraatés IV., parthský král v letech 38–3/2 př. n. l.
Vládu v říši převzal na žádost parthských velmožů, kteří po násilné smrti krále Oróda III. hledali nového panovníka a rozhodli se pro syny Fraata IV. vychovávané v Římě. Čtveřice synů tam odešla již v roku 10/9 př. n. l. na popud Fraatovy manželky Músy, aby se tím uvolnila cesta k trůnu Músinu synovi Fraatakovi. Na Vonóna padla volba patrně proto, že byl nejstarším z princů.
Toto řešení následnické otázky se brzy ukázalo jako problematické, neboť Vonónés byl po letech strávených v Římě plně romanizovaný a nejevil zájem ani o lov, ani o jízdu na koni, a navíc se obklopil Řeky, které s sebou na východ přivedl. Již před rokem 10 proto vypukla vzpoura vedená Arsakovcem po matce Artabanem, a přestože Vonónés protikrále nejprve porazil, nakonec musel roku 10/11 opustit zemi. Stal se díky příznivé shodě náhod dočasně arménským králem, ale jelikož ho Římané přestali podporovat, musel i z Arménie kolem roku 15/16 odejít a roku 19 byl v Kilikii zavražděn.